# Валуев, Дмитрий Александрович
Дмитрий Александрович Валуев (14 [26] сентября 1820, село Малая Копышовка, Симбирская губерния, Российская империя — 23 ноября [5 декабря] 1845, Новгород, Российская империя) — русский историк и общественный деятель, стоявший у истоков славянофильского движения в России. Автор публикаций по истории местничества и славянской культуры.

## Биография
Происходил из симбирской ветви мелкопоместных дворян Валуевых. Отец, морской офицер Александр Дмитриевич Валуев (?—1841). Мать, Александра Михайловна, урождённая Языкова (1796—1822), — сестра поэта Н. М. Языкова, геолога П. М. Языкова и Е. М. Хомяковой — жены А. С. Хомякова.
Родился в селе Малая Копышовка (ныне Урено-Карлинское) Карсунского уезда Симбирской губернии.
В 1832—1835 годах обучался в Москве, в пансионе профессора М. Г. Павлова. В 1836 году, пройдя подготовку у С. П. Шевырёва, поступил на словесное отделение философского факультета Московского университета, но прослушав лекции в течение года, уехал в своё имение в Симбирской губернии. Вернулся в университет под влиянием магистра словесности Н. И. Астракова, который (2.11.1837) писал Валуеву:

«Я не говорю, что университет всем стоит поперёк дороги, но для нас, которые не могут быть полезны ни в пишущей, ни в ходячей службе, ни с пером подъяческим, ни с копьём воинственным, — для нас назначение одно — книга. Конечно, книга и без университета возможна, но у членов цивилизованного семейства должно быть звание, то есть диплом учёный, да и в самом деле, что такое в общем мнении недоросль из дворян с книгой в руке? Карикатура, сказка, которую рассказывают встречному и поперечному».
Вернувшись в Москву, Валуев поселился в доме А. П. Елагиной, сблизился с её сыновьями В. А. Елагиным, Иваном и Петром Киреевскими, а также А. С. Хомяковым, которые оказали заметное влияние на его мировоззрение. На последних курсах университета общался с Ю. Ф. Самариным и К. Д. Кавелиным. В 1841 году окончил университет со степенью кандидата словесности (профессор Д. Л. Крюков называл Валуева одним из самых одарённых студентов).
После окончания университета началась литературная деятельность Валуева. Он занял видное место в кружке братьев Киреевских, А. С. Хомякова, Ю. Ф. Самарина, Константина и Ивана Аксаковых. Убеждённый, что лишь русский народ представляет истинное выражение христианских начал общества и государства, Валуев полагал, что первые шаги по пути освобождения от подчинения Западу должны заключаться в изучении истории русского народа. В 1842 году, будучи в Симбирской губернии, он начал изучать различные архивы и старинные акты, записывал народные песни. В результате появился «Симбирский Сборник» (М., 1845), названный так по местонахождению большинства обнародованных в нём памятников. В нём было напечатано его «Исследование о местничестве», вышедшее впоследствии и отдельным изданием.
Осенью 1842 года он заболел и для поправления здоровья вынужден был в июле 1843 года уехать за границу. В полгода он объездил большую часть Европы. В Париже, в Лондоне он занимался в библиотеках, собирал материалы для своих сочинений об ирландской церкви, об Абиссинии; из Праги вывез много редких книг и замечательнейших рукописей, относящихся к чешской истории; в Англии входил в сношения с людьми, сочувствовавшими одушевлявшей его мысли о соединении церквей. В «Сборнике исторических и статистических сведений о России и народах ей единоверных и единоплеменных» (М., 1845), в предисловии, которое стало программой всей последующей деятельности славянофильской школы, Валуев изложил основные славянофильские идеи, в разработке которых принимал участие. Здесь была напечатана одна из первых в русской литературе статей о христианстве в Абиссинии. В сборнике были опубликованы и его статьи о городах немецких и славянских, о славянском и православном населении в Австрии, о христианстве в Ирландии, а также пять статей: Хомякова, Попова, Грановского, Снегирева и Соловьёва и пять переводных статей о славянах.
В 1843 году Д. А. Валуев основал и редактировал периодическое издание «Библиотека для воспитания»; он заведовал в нём отделом детского чтения, профессор П. Г. Редкин — отделом теоретических статей о детском воспитании. Валуевым была переведена для детей «Рождественская песнь в прозе» Ч. Диккенса («Светлое Христово Воскресение». — М., 1844).
В августе 1845 года он снова решил выехать для лечения за границу, — на юг Франции, но по пути туда умер в Новгороде 23 ноября от чахотки. 29 декабря 1845 года он был похоронен на кладбище Данилова монастыря, возле Ю. И. Венелина. Некролог написал близкий друг Валуева, Константин Дмитриевич Кавелин, который, в частности, писал, что те немногие исследования, «им оставленные, показывают, что потеряла в нём наука».